# Zedea
Zedea – wieś w Armenii, w prowincji Wajoc Dzor. W 2011 roku liczyła 141 mieszkańców.